# پاقلا تانکا
پاقلا تانکا (به اسپانیایی: P'aqla Tanka) یک کوه در پرو است که در Peru, Huánuco Region واقع شده‌است. پاقلا تانکا ۴٬۸۰۰ متر بالاتر از سطح دریا واقع شده‌است.